# Малая пехотная лопата

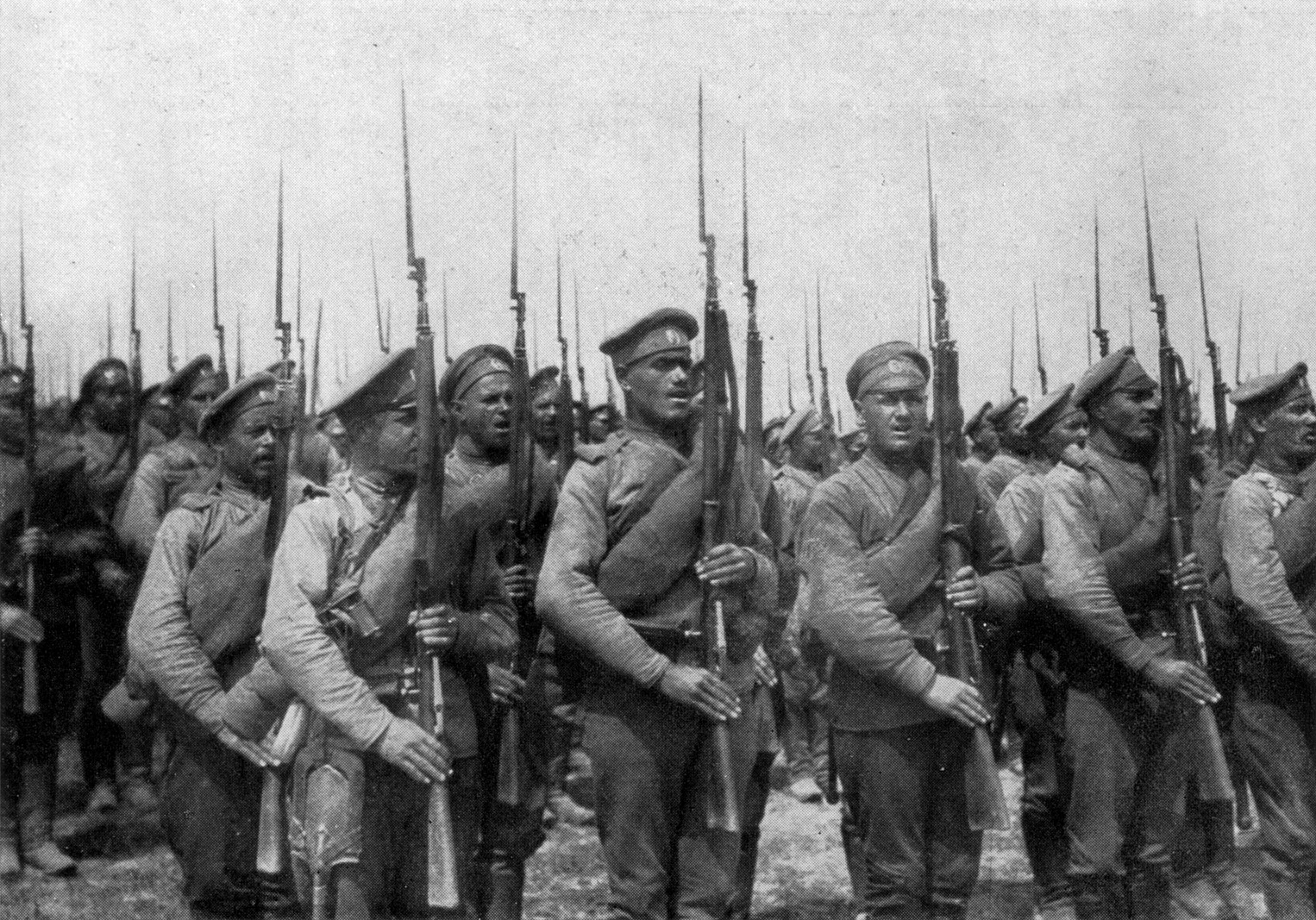
Русская пехота царской армии, на переднем плане у солдата слева висит на бедре окопная лопата Линнеманна

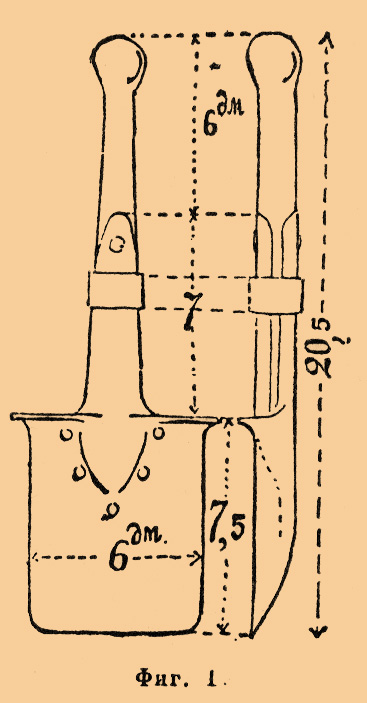
Линнеманновская пехотная лопата, 1890 — 1915 годов.

Малая пехотная лопата (МПЛ-50), Малая лопата (Линемана) — малая пехотная лопата, длина 50 сантиметров, носимый (в коннице возимый) шанцевый инструмент нижних чинов Вооружённых сил Российской империи, рядового и сержантского состава РККА и ВС СССР.
МПЛ-50 предназначена для самоокапывания (отрыва) одиночного окопа (ячейки) под огнём противника, является инженерным вооружением военнослужащего (солдата, сержанта), также может использоваться для маскировки, преодоления искусственных препятствий на поле боя, как холодное оружие, применяться в рукопашном бою. В своё время, при появлении и принятии на вооружение вооружённых сил практически всех ведущих государств мира, оказала влияние на военное искусство.
В разное время называлась: Линнеманновская пехотная лопата (Den Linnemannske Spade (M.1870)) окопная лопата Линеманна, малая лопата пехотная, носимая лопата. Широко известно и распространено ошибочное просторечное (неуставное) название Малой пехотной лопаты — сапёрная лопатка или сапёрка.

## История

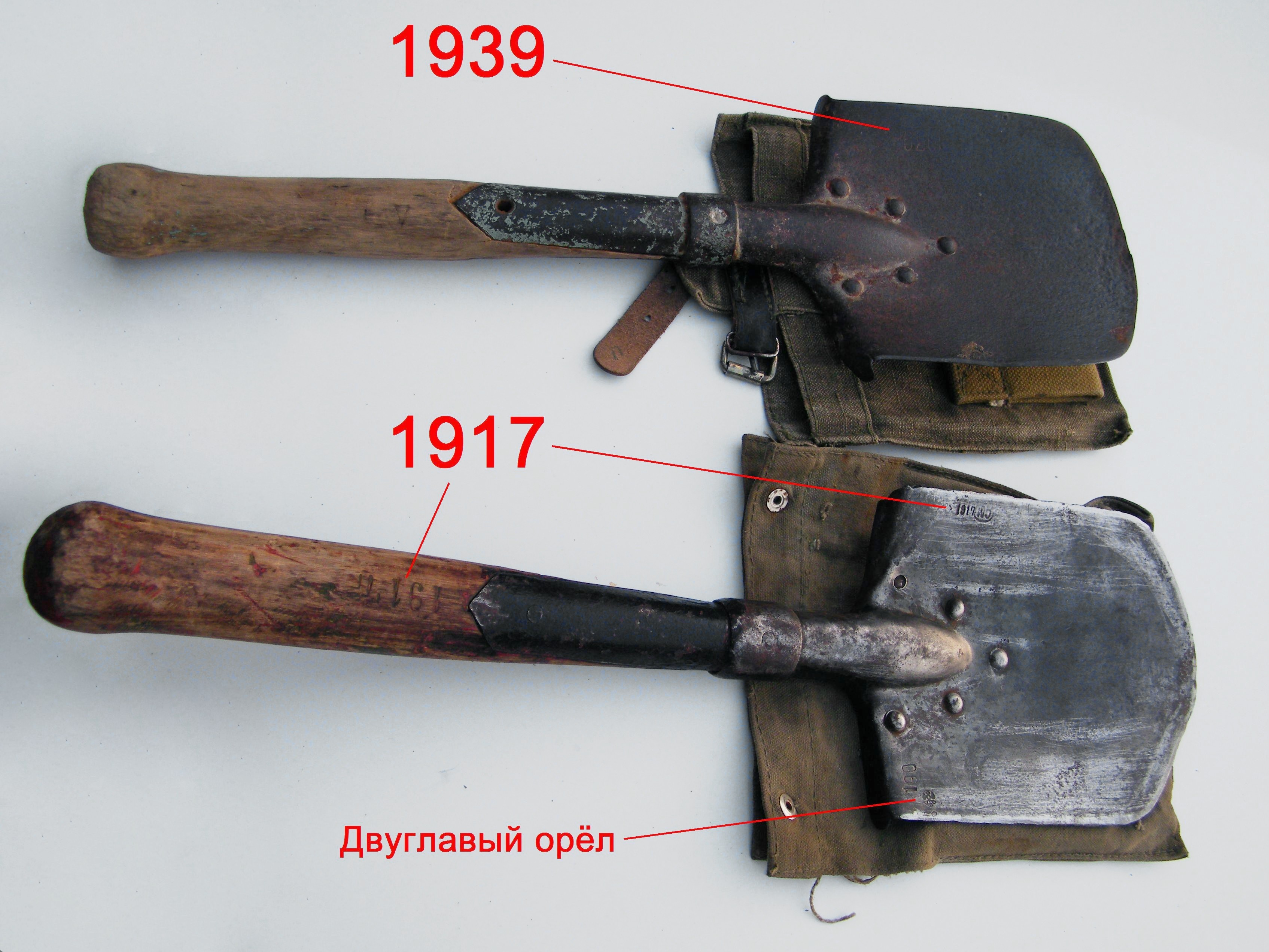
Малая пехотная лопата 1939 года, СССР (вверху) и 1917 года, Российская Империя (внизу, с двуглавым орлом)

Изобретатель — датский офицер Мадс Линнеманн (Mads Johan Buch Linnemann, 1830—1889). Лопата была им изобретена 1869 году патент был получен в 1870 году. Первоначально Мадс Линнеманн предлагал снабжать личный состав пехоты вооружённых сил универсальным инструментом его разработки (патент 1869 года), представлявшим собой одновременно лопату, пилу, нож и сковороду. Но военное ведомство Дании приняло на снабжение упрощённую версию Линнеманновской лопаты (Den Linnemannske Spade (M.1870)) из расчёта 256 штук на пехотный батальон. Больших денег изобретателю это не принесло, ввиду малочисленности заказанных лопат. Вследствие чего, в 1871 году он открывает производство лопаты своей конструкции в Австрии, где ВС были более многочисленны (отсюда ряд источников записал датского капитана в Австро-Венгерское подданство). Единственное государство, которое заплатило за использование патентованного изобретения Мадса Линнеманна — Российская империя, где она была введена с 1878 года.
В каждой роте пехоты Вооружённых сил Российской империи носилось 80 малых лопат и 20 топоров.
В русской коннице у строевой лошади малая лопата (Линемана) приторачивалась вьючными ремнями (боковым и нижним) к переднему вьюку седла, с правой его стороны, поверх шинели военнослужащего.
Позже конструкция Линнеманновской лопаты (Лопата Линемана) в различных государствах совершенствовалась, менялись материал, размеры и немного конструкция, но принцип остался прежний — у каждого военнослужащего на поле боя, имеется с собой инженерное вооружение, МПЛ в чехле.
В остальных случаях для самоокапывания и оборудования позиции пользуются возимым шанцевым инструментом или средствами механизации земляных работ.

## Применение

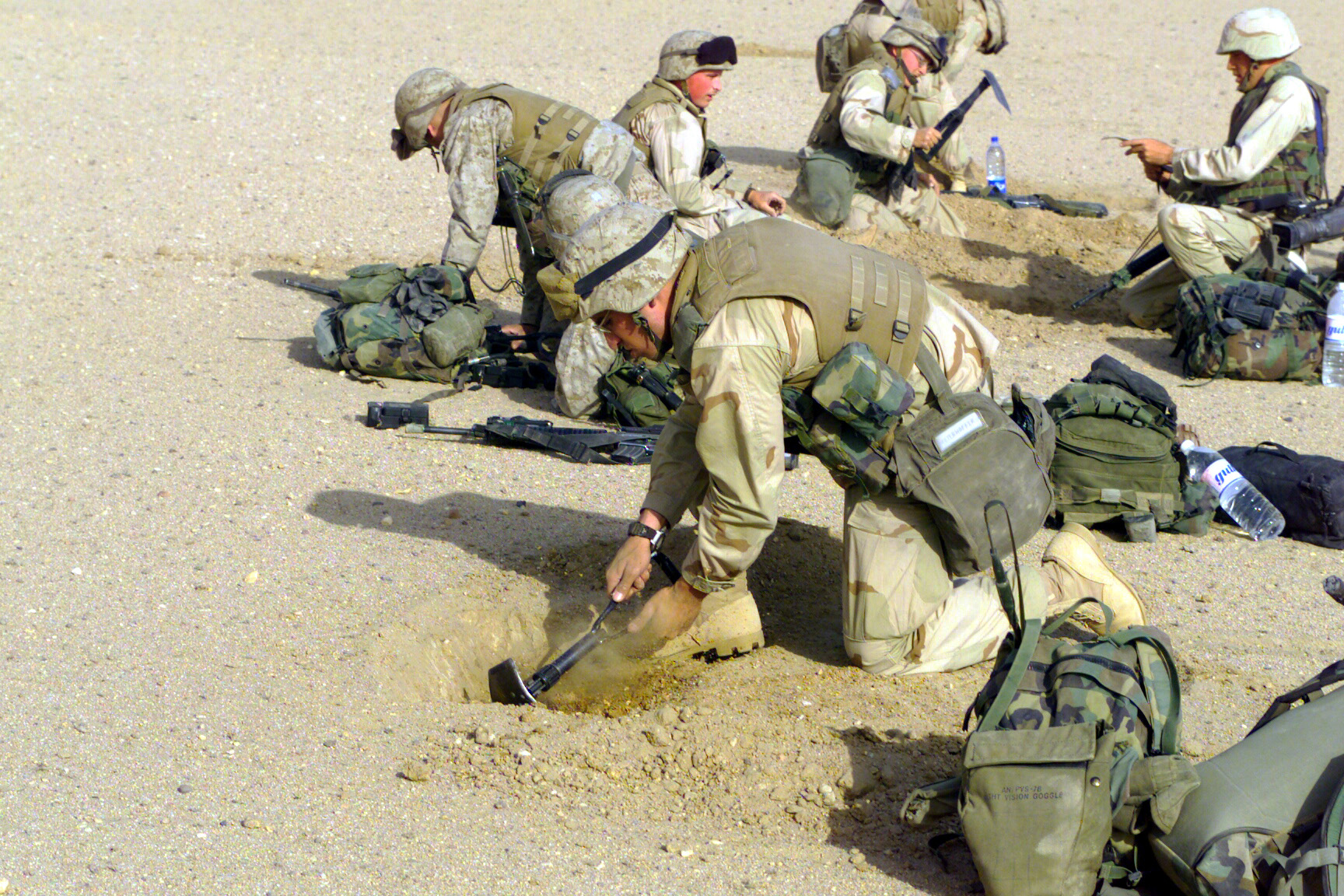
Тренировка американских морских пехотинцев в самоокапывании, 2003 год, видны складные лопаты с лезвием, зафиксированным в положении мотыги

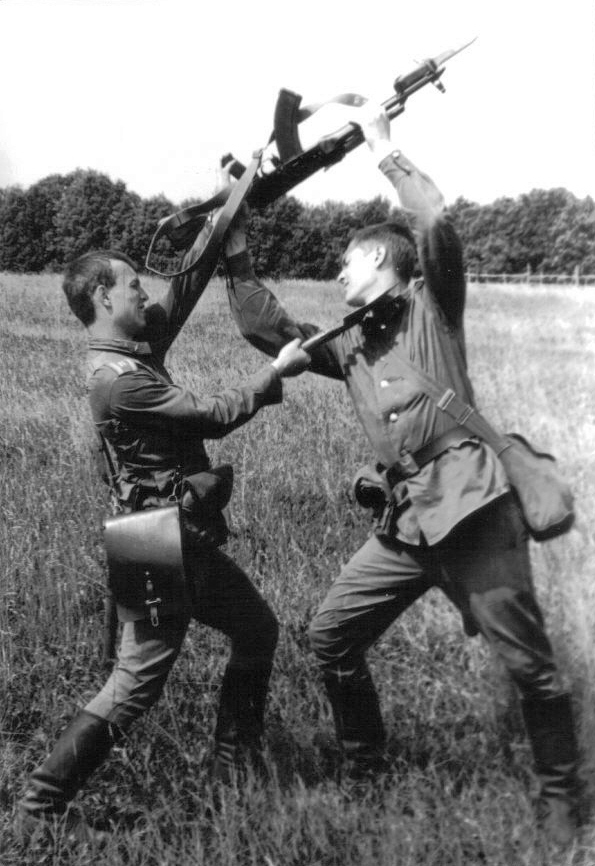
Тренировка по рукопашному бою в Советской Армии ВС Союза ССР, 1976 год

Малой пехотной лопатой обычно работают лёжа, стоя на коленях или же сидя, в зависимости от обстановки. Малую пехотную лопату в начале работы врезают в землю углом стального лотка, несколько наклонно, перерубая встречающиеся в земле мелкие корни. Малой пехотной лопатой работают непрерывно в течение 10 — 15 минут, после чего отдыхают 5 — 10 минут и снова продолжают работу, таким образом, можно сделать больше работы менее утомившись, чем при непрерывной работе без отдыха в течение 45 — 50 минут.
Военнослужащие, обученные приёмам владения малой пехотной лопатой, окапываются (вырывают окоп для стрельбы лёжа) лежа за 8 — 12 минут, в то время как не умеющие работать малой пехотной лопатой тратят на это до 20 — 30 минут.
В соответствии с нормативами РККА ВС СССР боец общевойсковых формирований должен отрыть малой пехотной лопатой за час:
- 3/4 м3 в песчаном грунте;
- 1/2 м3 в среднем растительном грунте;
- около 1/3 м3 в глинистом грунте.

Обе нижние стороны стального лотка МПЛ заточены. Угол заточки стального лотка установлен Наставлением. Производительность работы в среднем грунте 0,1 — 0,5 м3/час. Черенок пехотной лопаты изготовлен из твёрдых пород деревьев и не окрашивается.
Все грани лотка лопаты затачиваются, а вот самодельный темляк к рукоятке МПЛ прикрепляется не всегда.
МПЛ с рукоятью может использоваться как оружие самообороны в рукопашной схватке, а также как метательное оружие.
МПЛ может также использоваться как рычаг, весло, топор, сковорода, линейка (длина лопаты стандартна и равна 50 сантиметрам).

## Характеристика

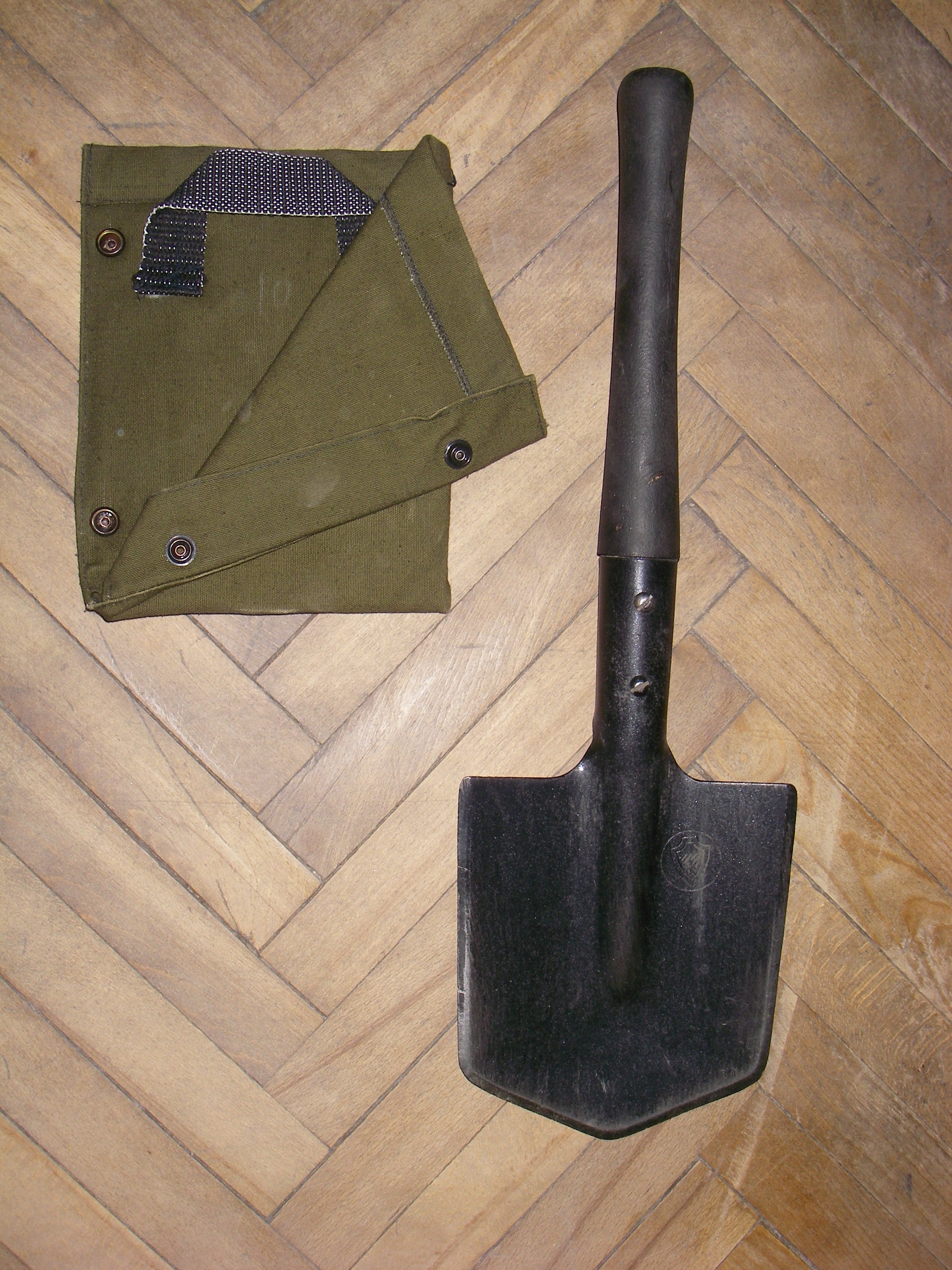
МПЛ-50 (послевоенная) и чехол к ней, для переноски на поясном ремне
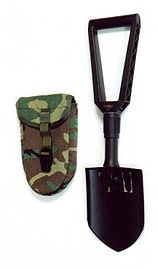
Лопата американских морских пехотинцев и чехол для неё
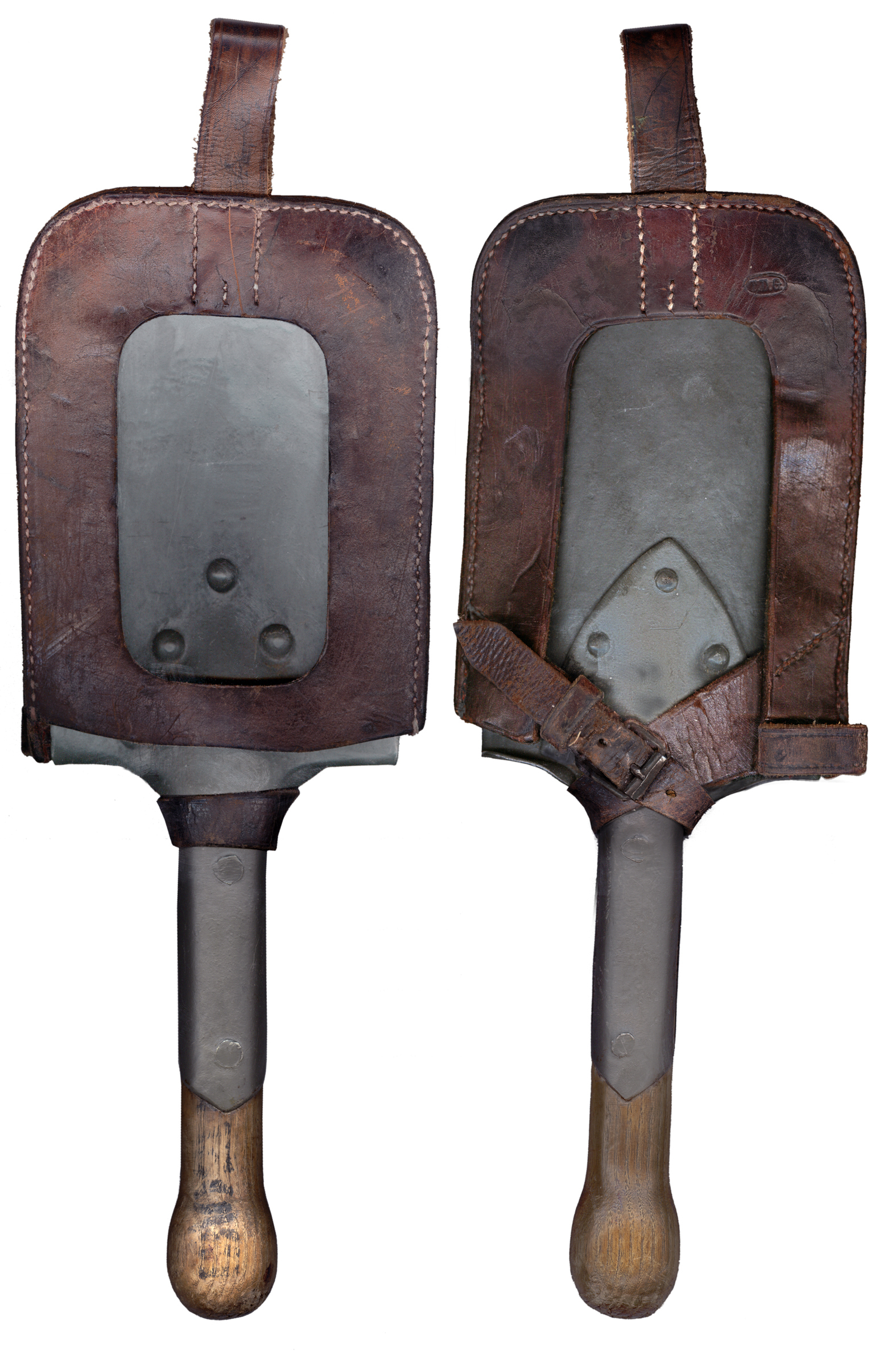
Немецкие лопаты пулемётчика с чехлом, Первая мировая война

### ВС СССР
- Ширина стального лотка — около 150 мм;
- Длина стального лотка — около 180 мм, в РИА, РККА — около 200 мм ;
- Длина лопаты вместе с деревянным черенком — около 500 мм;
- На малой лопате РИА и РККА имелись клёпка, обжимное кольцо и тяж.

### ВС России
- Современная российская лопатка ЛПМ-50 (6Э5) из комплекта «Ратник» отличается от советской более острыми гранями лотка, его большей глубиной, и выполняется из стали 65Г.

### ВС Германии
- Ширина стального лотка — около 150 мм;
- Длина стального лотка — около 210 мм ;
- Длина лопаты вместе с деревянным черенком — около 680 мм;
- На малой лопате вермахта имелись тяж и гайка, для изменения положения лотка, при изменении положения лопата становилась мотыгой.

### Прочие страны
- Пехотная лопата современных западных вооружённых сил обычно сделана из лёгких сплавов, имеет D-образную рукоятку на конце черенка, и, как правило, является разборно-складной.